# 韓暹
韓暹（？—197年），東漢末期人物，原本是河东白波帅。

## 生平
董卓死後由李傕等人掌權，興平二年（195年），楊奉領兵反抗李傕後天子令楊奉眾人護送其回雒陽。郭汜聯合李傕率領叛兵追到弘農的曹陽。楊奉緊急召喚河東故友白波帥韓暹、胡才、李樂抵抗李傕等人。後楊奉戰敗，與天子連夜乘船逃走到河東大陽縣。天子為張楊迎接，但仍然為楊奉等人脅持。建安元年（196年），韓暹後攻打董承，董承逃往張楊處。後天子回雒陽，升韓暹為大將軍，領司隸校尉，綬與節鉞，韓暹與董承同留雒陽作護衛。李乐和胡才留在河东郡没有继续护驾。
董承不滿韓暹，於是召來曹操。曹操要天子搬到許縣，韓暹欲阻止，被曹操擊敗，投奔袁術。建安二年（197年），袁術遣其大將張勳、橋蕤等與韓暹等人攻呂布。呂布說服韓暹等人陣前倒戈，大破張勳。後掠奪縱暴徐州、楊州等地，因军队饥饿，韓暹本欲离开吕布前往荊州，為呂布拒絕。韓暹與楊奉欲聯合劉備攻擊呂布，但杨奉為劉備用計所殺。韓暹欲回并州，途中被抒秋縣令張宣所殺。